# Aprilia Pegaso 650
Die Aprilia Pegaso 650 ist ein Motorradmodell des italienischen Herstellers Aprilia. Die Pegaso 650 hat sich von einer eher rauen Straßenenduro (bis 1996) über ein reisetaugliches Spaßmotorrad (1997–2003) zu einer Supermoto (Strada, Factory) -Funduro (Trail) entwickelt (2004–2009).
Bereits 1989 stellte Aprilia Italien die Pegaso 125 vor, 1990 folgte die Pegaso 600, 1992 dann die erste Pegaso 650 und ein Pegaso-50-Moped. Eine Pegaso 500 wurde in Österreich und der Schweiz angeboten. Allen Modellen bis Baujahr 2004 (außer der 50 cm³) gemeinsam ist der von Rotax-Bombardier (heute BRP-Powertrain) hergestellte Einzylinder-Viertaktmotor mit bis zu 50 PS, bei den 650er Modellen mit Flüssigkeitskühlung, fünf Ventilen und Ausgleichswelle. Optisch ist die 600er am runden Doppelscheinwerfer von den 650-Modellen zu unterscheiden. Von 1993 bis 2000 stellte Aprilia auch die BMW F 650 am gleichen Fertigungsband her, der Rotax-Motor in der BMW hat jedoch nur vier Ventile, eine gleitgelagerte Kurbelwelle und ist anders abgestimmt.

## Modellhistorie

### Pegaso 650, 1992–1996 (Typ GA/MX)
Mit 48 PS (35 kW) bei 6250/min angeboten, (ab Baujahr 1996 wegen EU-Homologation nominell nur noch 39 PS). Obwohl etwa 1500 DM preiswerter als die BMW F 650, wurde die Aprilia in Deutschland kein großer Erfolg.
Eigenschaften: damals moderner Motor mit hoher Leistung und Zuverlässigkeit, E-Starter, aufwändiger Rahmenkonstruktion, Upside-down-Federgabel, Verbrauch 6–7 l/100 km, 14 l Tankinhalt, die Fahrwerksabstimmung gilt als verbesserungsbedürftig.
Modellpflege: Ab 1995 3 cm flachere Sitzbank, bessere Fahrwerksverstellmöglichkeiten
Variante: MX-Modelle wurden parallel gebaut, die MX hat schon den modifizierten ML-Motor (veränderte Seitendeckel, Kupplung und Anlasser-Zwischenräder, sowie öldruckgesteuerter Kettenspanner).
Merkmale: kleine rahmenfeste Verkleidung, breiter rechteckiger Scheinwerfer, eher schmale Sitzbank, kein Hauptständer, nur Seitenständer

### Pegaso 650, 1997–2000 (Typ ML) auch Cube (³) genannt
Komplett veränderter Rahmen, niedrigere Sitzhöhe, größerer Tank (22 l, 5 l Reserve), neues Fahrwerk mit 22 mm längerem Nachlauf und kürzeren Federwegen machen die neue Pegaso zu einer Reiseenduro. Das Gewicht liegt betriebsbereit bei 200 kg.
Sondermodell Garda: serienmäßig mit Koffern, Topcase (in Fahrzeugfarbe, silber), Hauptständer und per Handrad verstellbarer Zugstufe
Merkmale: Doppelscheinwerfer, größere rahmenfeste Cockpitverkleidung, niedrigere Stufensitzbank

### Pegaso 650 ie, 2001–2004 (Typ RW)
Einspritzanlage und ein ungeregelter Katalysator machen die Pegaso sparsamer und den Motorlauf kultivierter, herkömmliche Telegabel
Sondermodell Garda: serienmäßig mit Koffern, Topcase (in Fahrzeugfarbe, grün oder anthrazit), Hauptständer und per Handrad verstellbarer Zugstufe
Merkmale: Doppelscheinwerfer, größere rahmenfeste Cockpitverkleidung, niedrigere Stufensitzbank

### Pegaso 650 Strada, Trail, Factory, 2005–2009 (Typ STRA, TRAI, FACT)
Komplett neu entwickelt, Motor mit 660 cm³ Hubraum von Minarelli, wie er auch in der aktuellen Yamaha XT 660 R verwendet wird.
Allen drei Ausführungen gemein ist ein analoger Drehzahlmesser und ein digitaler Tachometer. Ein Bordcomputer, der vom Lenker aus bedient werden kann ergänzt die Anzeigen. Ein praktischer Gag ist die elektrisch zu öffnende Klappe auf dem Tank, unter der sich ein kleines Fach für Krimskrams und der damit diebstahlsichere Tankdeckel verstecken.
Die Sitzbank ist in zwei unterschiedlichen Höhen erhältlich, wobei die höhere Sitzbank serienmäßig bereits bei der Factory mitgeliefert wird. Die Sitzbank ist auch für längere Strecken und für zwei Personen geeignet. Der Rahmen besteht aus einem geschraubten Unterzug und einem angeschweißten Heck. Er ist insgesamt stabil und steif ausgeführt und somit auch für größere Koffer geeignet.
Die Pegaso 650 Trail gab es nur in den Farben Grau-Metallic und Rot. Sie unterscheidet sich von der Strada durch einen größeren Federweg, höher gelegten Kotflügel, Speichenrädern (vorne 19 Zoll mit etwas kleineren Scheibenbremsen, hinten 17 Zoll) und der serienmäßigen Verkleidungsscheibe. Dafür fehlt die (in der Strada und Factory vorhandene) sehr ungenaue Benzinanzeige; es gibt lediglich eine Tankreserve-Leuchte. Das Fahrverhalten der Trail ist eher gutmütig und nicht ganz so kurvenorientiert wie bei der Strada.

## Galerie

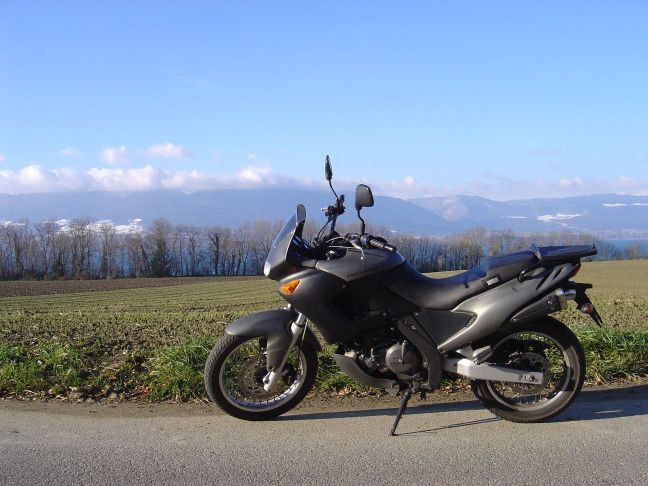
Pegaso 650 ie (Modell 2003)
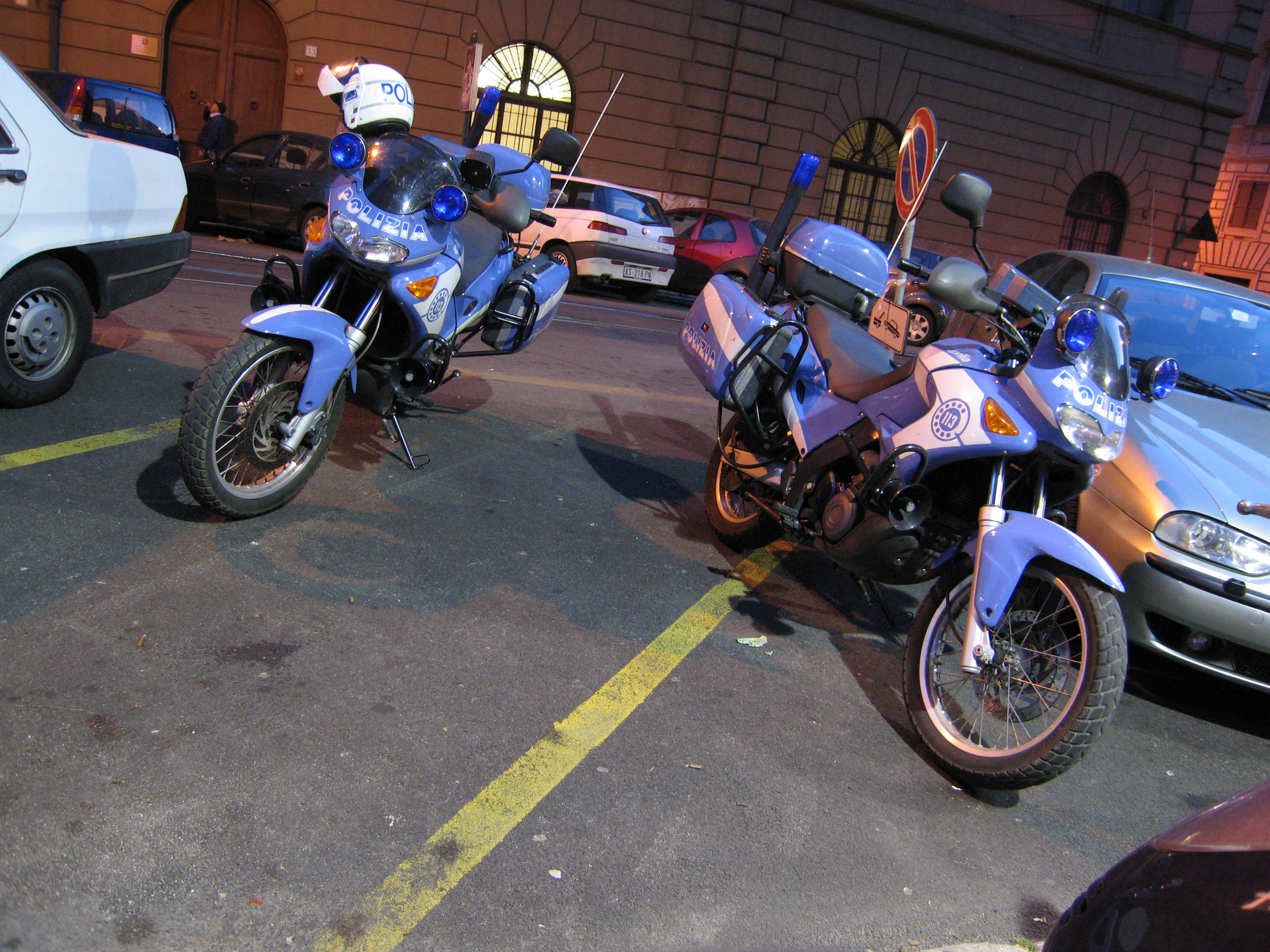
Pegaso ie (RW) der italienischen Polizei, Spezialausführung des Sondermodells "Garda"
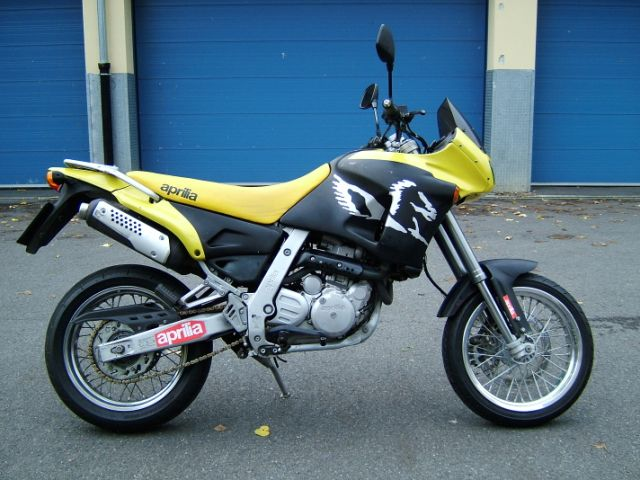
Pegaso GA mit Straßenreifen
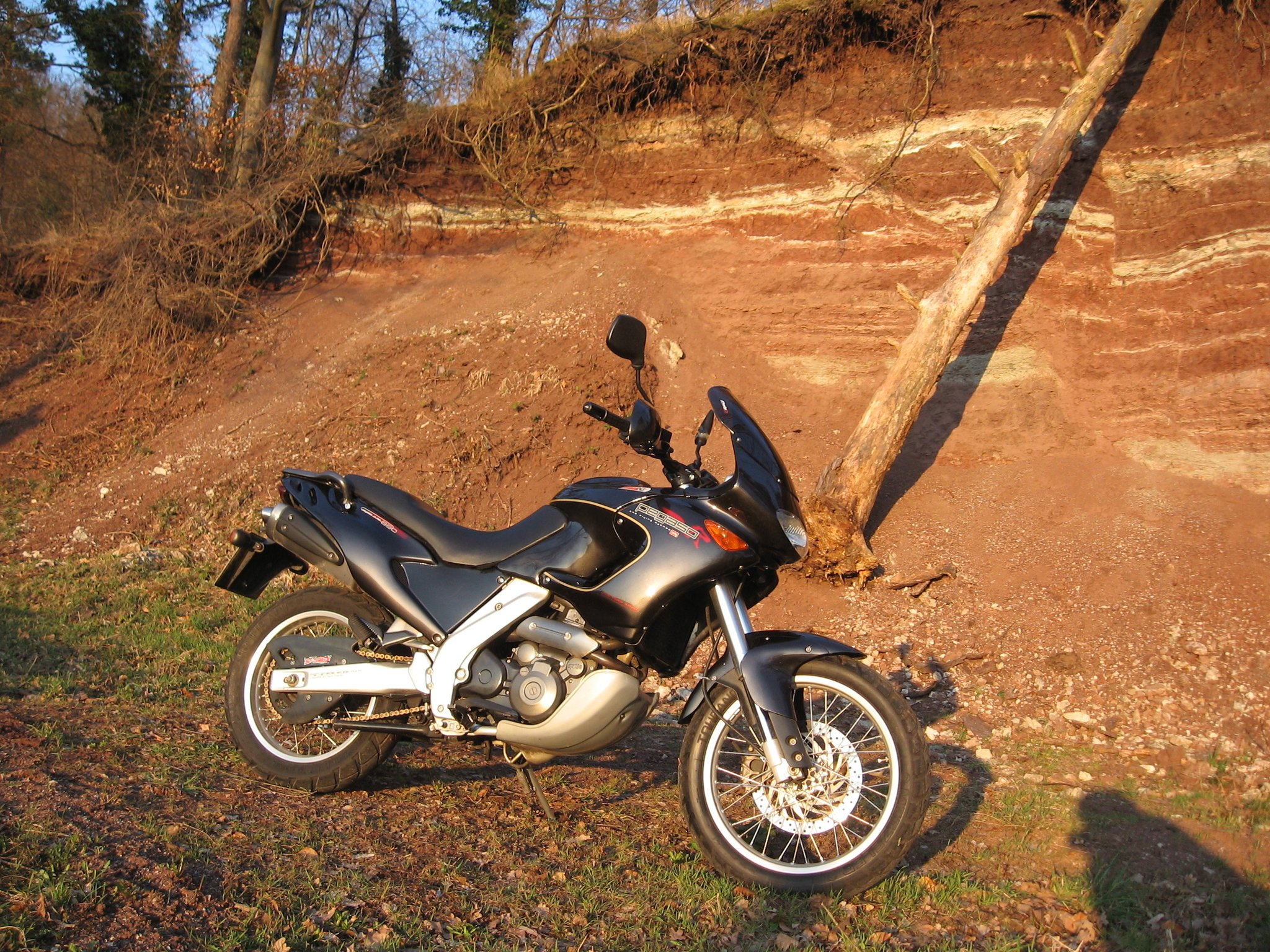
Aprilia Pegaso Cube, Baujahr 2000
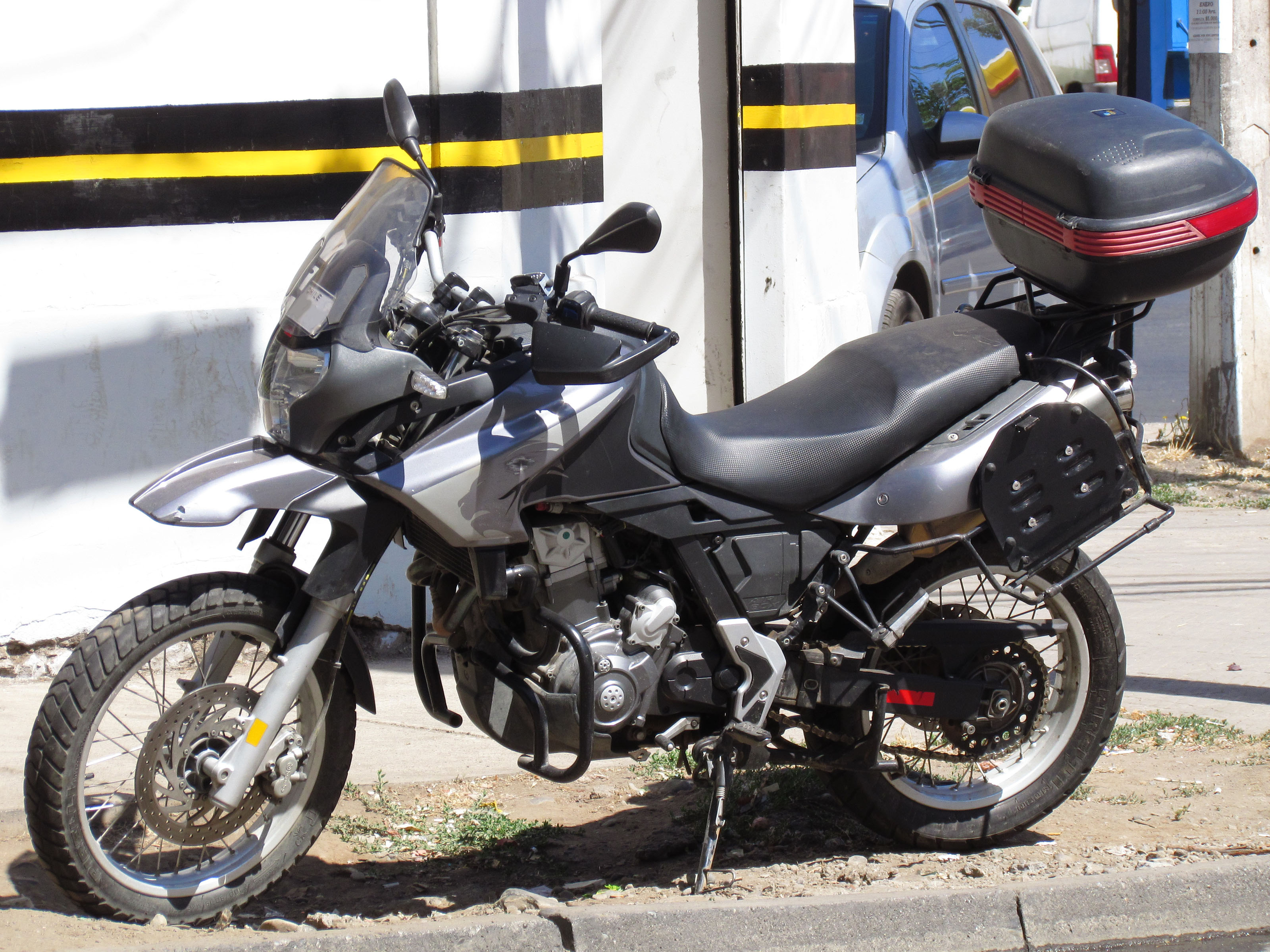
Aprilia Pegaso 650 Trail, Bj. 2008